# Francis Kerbiriou
Francis Kerbiriou (11 maggio 1951) è un ex velocista francese, attivo negli anni settanta.

## Palmarès
| Anno | Manifestazione | Sede              | Evento  | Risultato | Prestazione | Note |
| ---- | -------------- | ----------------- | ------- | --------- | ----------- | ---- |
| 1972 | Olimpiadi      | Monaco di Baviera | 4×400 m | Bronzo    | 3'00"07     |      |